# Nehoda vrtulníku Eurocopter AS 350 u ledovce Knik
Nehoda vrtulníku Eurocopter AS 350 se stala u ledovce Knik na Aljašce v sobotu 27. března 2021 v 18:35 místního času, tedy ve 4:35 ráno v neděli 28. března středoevropského letního času (CEST). Podle předběžných zpráv vrtulník Eurocopter AS 350 registrace N351SH narazil nebo zavadil o horský hřeben a následně se skutálel ze svahu a zastavil se až po 270 metrech. V důsledku nehody zahynulo pět osob včetně nejbohatšího českého občana Petra Kellnera.

## Průběh a oběti neštěstí
Vrtulník Eurocopter AS 350 vyrazil v sobotu 27. března 2021 ve 14:30 místního času z letiště Wasilla a po cestě nabral pasažéry na jezeře stejného jména. Zhruba v 15:45 odlétal ve směru ledovce Knik. Poslední pozice vrtulníku byla zaznamenána díky satelitnímu sledovacímu systému v 18:35. Předběžnou zprávu o nehodě zveřejnil NTSB 13. dubna 2021. Píše se v ní, že podle údajů GPS vrtulník v posledních třech minutách letu manévroval při malé rychlosti v nízké výšce nad hřebenem.
Na palubě vrtulníku bylo šest lidí, účastníků lyžařské výpravy na ledovec, tzv. heliskiingu. Pět z nich nehodu nepřežilo, mezi nimi český miliardář Petr Kellner. Šestý muž, snowboardista David Horváth, byl ve vážném stavu přepraven do nemocnice Providence Alaska Medical Center v Anchorage, 80 km vzdáleném největším městě Aljašky. Nehoda se stala krátce po skončení heliskiingu. Na palubě byli kromě 33letého pilota Zacharyho Russela a tří mužů „z České republiky“ – mezi nimi rodilý Francouz Benjamin Larochaix – také dva zkušení průvodci, 52letý Gregory Harms z Colorada a 38letý Sean McManamy. Vrtulník byl pronajat od firmy Soloy Helicopters. Skupina českých účastníků měla být dopravena zpět do ubytovny Tordrillo Mountain Lodge. Podle svědectví Horvátha nicméně Kellner nehodu přežil a dokázal se sám vyprostit z vrtulníku, na volání o pomoc reagoval, nicméně pak se od vrtulníku vzdálil a následně zřejmě zemřel.

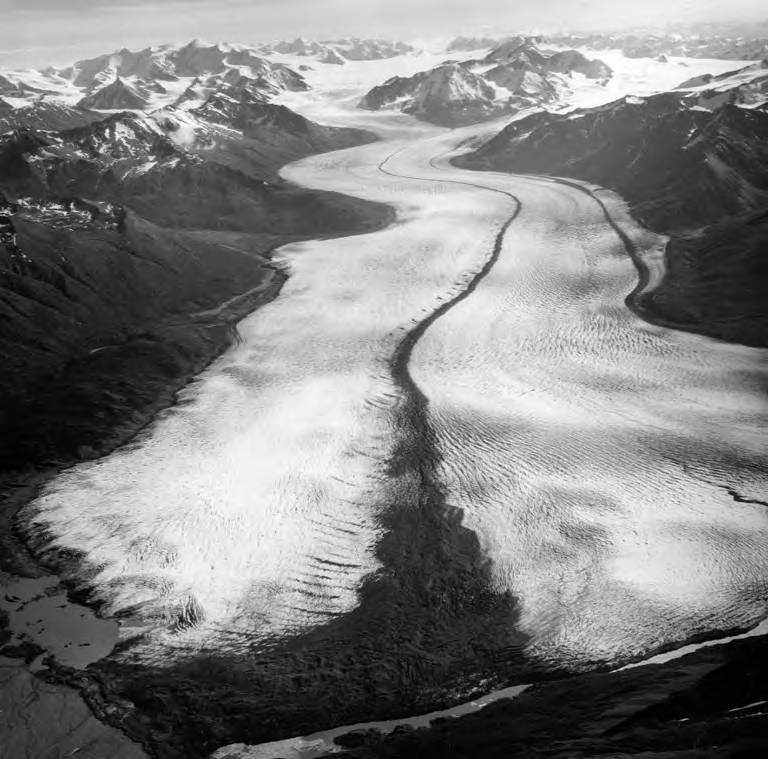
Horský hřeben, na kterém se stala nehoda, je na snímku z roku 1964 vlevo dole. Uprostřed bílý povrch ledovce Knik

Místo nehody, ležící konkrétně mezi potokem Metal Creek a údolím Grasshopper severně od ledovce Knik, bylo objeveno ve 21:30 místního času (7:30 CEST) pilotem vrtulníku, který se účastnil pátrání po skupině, jejíž zmizení bylo ohlášeno o hodinu dříve. Do pátrání se zapojily různé složky i dobrovolníci. Po nálezu místa nehody byl vyproštěn těžce zraněný David Horváth, který byl přepraven do nemocnice, kde se jeho stav později stabilizoval. Těla zesnulých pak byla převezena k ohledání a záchranáři pořídili několik fotografií.

## Poznatky z vyšetřování nehody
Nehodou se začal zabývat Národní úřad pro bezpečnost dopravy Spojených států (NTSB). Na místo nehody se ale kvůli zhoršenému počasí vyšetřovatelé dostali později, okamžitě po nehodě byly pouze pořízeny fotografické snímky místa. Podle vyšetřovatelů panovalo v čase nehody v regionu dobré počasí, bylo zhruba dvě hodiny před západem slunce, konkrétní počasí v místě nehody však zatím není známo. Youtuber Juan Browne, bývalý vojenský pilot a instruktor, k nehodě uvedl, že Soloy Helicopters jsou vyhlášená firma působící v regionu už od 70. let 20. století. Stejně tak použitý vrtulník Eurocopter AS 350 je osvědčeným strojem pro bezpečná přistání ve vysokých horách. Oba průvodci, kteří byli na palubě, byli v oboru heliskiingu známí profesionálové. Podle Browneho mohl být příčinou nehody obtížný terén, neboť vrcholy hor při západu slunce hází dlouhé stíny a na povrchu sněhu není dobře vidět struktura, takže pilotům se těžko určuje jejich vzdálenost od terénu.
V pátek 2. dubna se podařilo vyzvednout vrak vrtulníku a přepravit jej do nedalekého města Palmer. Do vyšetřování se mělo zapojit osm specialistů NTSB, mimo jiné odborníci na helikoptéry Airbus a motory Safran Helicopter Engines.
V noci na pátek 9. dubna 2021 přiletělo do Prahy letadlo značky Boeing skupiny PPF Group, které podle zpráv dopravilo do Česka rakev s tělesnými pozůstatky zemřelého Petra Kellnera. Poté letadlo odletělo do Lyonu, takže existuje domněnka, že do Francie převezlo ostatky zemřelého trenéra snowboardingu, rodilého Francouze Benjamina Larochaixe. I nadále probíhalo zkoumání vraku havarované helikoptéry. Očekávalo se, že předběžnou zprávu o nehodě by měl americký Národní úřad pro bezpečnost v dopravě (NTSB) zveřejnit 13. dubna, což sdělil serveru Alaska’s News Source regionální šéf NTSB Clint Johnson. Ředitel skupiny PPF pro vztahy s veřejným sektorem Vladimír Mlynář oznámil, že se zúčastnil rozhovoru s Davidem Horváthem, který nehodu přežil. Podle Horváthovy výpovědi „nic nenasvědčuje technické poruše... byla to souhra nějakých nešťastných náhod, povětrnostních podmínek, přistávacích podmínek.“
Renata Kellnerová s rodinou v dubnu 2023 požádala aljašské úřady soudní cestou o prošetření nehody. Při projednávání před soudem přednesla advokátka Davida Horvátha jeho svědectví, že jak Petr Kellner, tak Gregory Harms žili ještě hodinu až dvě po nehodě, a doplatili tak na pomalou záchranu.

## Reakce
Na úmrtí okamžitě reagovali nejvyšší ústavní činitelé České republiky. Premiér Andrej Babiš označil nehodu „za obrovskou tragédii“, prezident Miloš Zeman a předsedové obou komor parlamentu se vyjádřili obdobně. Olga Richterová, první místopředsedkyně Pirátů, napsala: „Další připomenutí, že peníze nejsou zdaleka vše. Mnohdy spíše naopak“. Komentář, kterým bezprostředně reagovala na úmrtí, později sama smazala a omluvila se za něj.
Úmrtí nejbohatšího Čecha si všimlo i mnoho světových médií. Na nehodu rychle zareagovala tisková agentura Associated Press (AP) a posléze o ní psaly také velké americké deníky, mj. The New York Times a The Washington Post, a např. britský internetový server Sky.com.